# Sveriges ambassad i Bagdad
Sveriges ambassad i Bagdad är Sveriges diplomatiska beskickning i Irak som är belägen i landets huvudstad Bagdad. Beskickningen består av en ambassad, ett antal svenskar utsända av Utrikesdepartementet (UD) och lokalanställda. Ambassadör sedan 2022 är Jessica Svärdström. Den gamla ambassaden var belägen på Nidhal Street i centrala Bagdad och övergavs i början av Kuwaitkriget. Under 18 år var den obemannad tills man 1 juli 2009 invigde Sveriges nya ambassad. Med 10–15 svenskar på plats är den svenska ambassaden en av de största i regionen.

## Historia
Den 15 januari 1991 utrymdes ambassaden inför den USA-ledda alliansens anfall mot Irak den 17 januari – efter att Irak invaderat Kuwait. Den dåvarande svenska ambassadören (1988–1991) var Henrik Amnéus. Sedan dess hade det saknats permanent svensk bemanning i ambassaden. Man bröt dock aldrig de diplomatiska förbindelserna utan ambassaden var endast obemannad.

### Irakkriget
Den svenska ambassaden blev mycket uppmärksammad i pressen i början av Irakkriget år 2003 då den övergavs av alla utom en man, vaktmästaren Ibrahim Ali Suza som hade arbetat där under 35 år och vägrade lämna byggnaden. Samma sak skedde när Irak invaderade Kuwait i början på 1990-talet och samtliga lämnade ambassaden utom den irakiske kurden som stannade kvar och höll vakt för plundrare och annat med hjälp av ett antal kalasjnikovs och granater. Ali Suza belönades med en resa till Sverige och fick ta emot medaljer för "nit och redlighet i rikets tjänst" samt Nordstjärnemedaljen i juni 2004 för sina insatser för ambassaden under tre krig. Ali Suza har efter det fortsatt att vakta ambassaden och hade sedan hjälp av ett par väktare som de irakiska myndigheterna placerat ut. Numera är han pensionerad men dyker upp vid ambassaden lite då och då.
I september 2004 etablerades Irakkontoret i Amman i Jordanien som en interimistisk lösning på grund av säkerhetssituationen i Bagdad till följd av Irakkriget för att sedan stängas i maj 2005. År 2009 bemannades den svenska ambassaden igen med Niclas Trouvé som ambassadör som under Irakkriget varit stationerad i Amman.

### Ny ambassad
En ny ambassad byggdes upp 2008–2009 och invigdes den 1 juli 2009. Det nya ambassadkomplexet omfattar tre fastigheter och ett omfattande säkerhetsområde runt om. Utöver den nya ambassaden och residenset utanför den internationella zonen (IZ), invigdes ett mindre svenskt ambassadkontor inne i IZ under byggnationen. Detta gjordes för att fungera som stödjepunkt under byggnadsarbetena för att därefter användas som en filial till ambassaden för att denna skall kunna verka såväl utanför, som innanför IZ när så krävs. 29 juni 2023 stormades ambassaden och vandaliserades efter att Muqtada al-Sadr kritiserat en av dåvarande ambassadörens reaktioner på koranbränningarna utförda av exil-irakiern Salwan Momika under sommarn 2023.  

## Beskickningschefer
| Namn                   | Period    | Funktion               | Anmärkning                                     |
| ---------------------- | --------- | ---------------------- | ---------------------------------------------- |
| Eric Gyllenstierna     | 1934–1936 | Envoyé                 | Sidoackrediterad från ambassaden i Moskva.     |
| Hugo von Heidenstam    | 1936–1942 | Envoyé                 | Sidoackrediterad från ambassaden i Teheran.    |
| Harald Pousette        | 1941–1945 | T.f. Chargé d’affaires | Sidoackrediterad från ambassaden i Teheran.    |
| Harald Pousette        | 1945–1947 | Envoyé                 | Sidoackrediterad från ambassaden i Teheran.    |
| Harry Eriksson         | 1948–1951 | Envoyé                 | Sidoackrediterad från ambassaden i Teheran.    |
| Gunnar Jarring         | 1951–1952 | Envoyé                 | Sidoackrediterad från ambassaden i Teheran.    |
| Ragnvald Bagge         | 1953–1959 | Envoyé                 | Sidoackrediterad från ambassaden i Teheran.    |
| Dick Hichens-Bergström | 1959–1960 | Envoyé                 | Sidoackrediterad från ambassaden i Teheran.    |
| Dick Hichens-Bergström | 1960–1963 | Ambassadör             | Sidoackrediterad från ambassaden i Teheran.    |
| Bengt Odhner           | 1964–1969 | Ambassadör             | Sidoackrediterad till Kuwait City (från 1965). |
| Gunnar Gerring         | 1969–1973 | Ambassadör             | Sidoackrediterad till Kuwait City.             |
| Otto Rathsman          | 1973–1975 | Ambassadör             |                                                |
| Fredrik Bergenstråhle  | 1975–1979 | Ambassadör             |                                                |
| Lars-Olof Brilioth     | 1979–1983 | Ambassadör             |                                                |
| Arne Thorén            | 1983–1988 | Ambassadör             |                                                |
| Henrik Amnéus          | 1988–1991 | Ambassadör             |                                                |
| obemannad              | 1991–2009 | -                      |                                                |
| Karin Roxman           | 2004–???? | Ambassadör             | Sidoackrediterad från ambassaden i Amman.      |
| Niclas Trouvé          | 2006–2010 | Ambassadör             | Sidoackrediterad från ambassaden i Amman.      |
| Carl Magnus Nesser     | 2010–2012 | Ambassadör             |                                                |
| Jörgen Lindström       | 2012–2015 | Ambassadör             |                                                |
| Annika Molin Hellgren  | 2015–2017 | Ambassadör             |                                                |
| Pontus Melander        | 2017–2019 | Ambassadör             |                                                |
| Lars Ronnås            | 2019–2021 | Ambassadör             |                                                |
| Jonas Lovén            | 2021–2022 | Ambassadör             |                                                |
| Jessica Svärdström     | 2022–idag | Ambassadör             |                                                |

## Fotnoter
1. ↑  Efter den nya ambassaden invigdes var Trouvé stationerad i Bagdad.